# オーバーローン
オーバーローン（英語: Overloan）とは経済学用語の一つ。
銀行の貸出額が預金を超過している状態のこと。正確には貸出額、証券投資の合計が預金、債券発行高、自己資本を恒常的に上回り、この超過分を日本銀行からの借入金によって常に賄われている状態をいう。日本の銀行では1880年代からこのような状態であり、日本の金融構造の特色となっている。
不動産を購入した時の借入金の残高が現在の不動産の時価を上回っており、その物件を売却してもローンが残ってしまうような状態の事もオーバーローンという。